# Heavenstamp
Heavenstamp - японская альтернативная рок-группа, созданная в 2009 году участниками Sally#Cinnamon, Tomoya.S, Shikichin и Mika, которые ранее были членами отдельных групп. В 2011 году состоялся крупный дебют с «Stand by you-E.P. + REMIXES». С 2014 года группа предоставляет песни и текст для песен другим артистам, таким как Superfly и Сакурако Охара.

## Состав группы
Sally#Cinnamon. Вокал, гитара, основная лирика.
Она начала слушать SPITZ и Ринго Сиин, а затем западную музыку, такую как Radiohead. Группа Heavenstamp берет различные элементы из музыки разных жанров и думает о том, как лучше их выразить. У Sally#Cinnamon была программа на J-WAVE, где она смогла найти для себя широкий спектр музыки по всему миру, в основном из Великобритании и США. После чего она решила, что хочет заниматься музыкой. Также пишет текст для песен для многих исполнителей в качестве автора.
Tomoya.S. Гитара, вокал, основная музыка.
Является основателем и лидером группы. Работает практически над всеми композициями.
```
  
«Мне нравилась классическая музыка в детстве, а в начальной и средней школе я был потрясён своим первым альбомом «
Magical Mystery Tour
» группы 
The Beatles
.»
```

Влияние на музыканта оказали так же Radiohead, Stone Roses, My Bloody Valentine, Super Furry Animals, Oasis, Blur и т.д.
До образования группы был вокалистом. На гитаре играл будущий бас-гитарист группы Heavenstamp — Shikichin. Tomoya.S пишет музыку для Superfly и других групп в качестве автора текстов/композитора и аранжировщика/продюсера.
Бывший состав:
Shikichin. Бас-гитара.
В феврале 2012 года объявил об уходе из-за разногласий.
Mika. Барабаны.
В апреле 2013 года объявила о своем уходе. Не выступала с конца 2012 года из-за проблем c поясницей.

## Сотрудничество
Рассел Лиссак
Гитарист британской рок-группы Bloc Party. Со времени своего дебюта в Heavenstamp, он вместе с Джейми Эллисом является сопродюсером нескольких песен, а также играет на гитаре. Участвует в живых выступлениях в качестве дополнительного гитариста. Песня «Pops», включенная в 1-й сингл Stand by you, была написана в соавторстве с Tomoya.S.
ТОМАТ
Креативная группа, расположенная в Лондоне. Являются членами электро-дуэта «Underworld». В дополнение к ремиксу песен в мини-альбоме «Waterfall-E.P. + REMIXES» они также продюсировали музыкальные клипы и создавали обложки.

## Музыка
Женский вокал с музыкой, сочетающей в себе гитарный рок, шугейзинг и танцевальную музыку. В период создания группы, мысли о смешанном звуке, включающем в себя элементы гитарного рока, панка, диско и шугейзинга, уже укрепились. Три человека любили не только рок, но и танцевальную музыку, например, Chemical Brothers, Underworld, Justice, Franz Ferdinand и т. д. Поэтому они хотели объединить танцы и рок.
```
    
«Название группы - это придуманное слово, которое означает «небесная танцевальная музыка». «Stamp» означает «шагать» или «шаги». Когда ангел танцует на небесах - звучит музыка. Фактически, это переворачивание слова DEATHSTAR (мертвая звезда), которое было названием группы в начале формирования. А DEATH(смерть) и небо, звезды и земля - две стороны одной медали, которые идеально подходят для нашей танцевальной музыки, я думаю.»

                                                                                                                    
Tomoya.S.
[
1
]
```

## История
В 2008 году на Tomoya.S произвело впечатление живое выступление на фестивале Fuji Rock группы My Bloody Valentine. Shikichin играл на гитаре в его группе, в то время как Sally#Cinnamon играла в разных группах. Heavenstamp был сформирован в 2009 году благодаря Sally#Cinnamon и Mika. Первое полугодие — это период формирования. После первого живого выступления в феврале, началась работа по записи. Они выступили три раза, чтобы распространить название группы среди людей.
В декабре 2010 года был выпущен первый мини-алюбом «Hype -E.P. + REMIXES» под лейблом Goldtone Records. Участник группы Bloc Party — Рассел Лиссак присоединился к созданию ремиксов.
В январе 2011 года группа выступила с концертом в Хигасиосаке вместе с французской рок-группой JAMAICA. В том же году они заключили контракт с Warner Music Japan и дебютировали в мае с мини-альбомом «Stand by you-E.P. + REMIXES». 80KIDZ、Bloc Party vs CoPilots、Pepe California участвовали в создании ремиксов. В Shibuya duo MUSIC EXCHANGE состоялся концерт с Расселом Лиссаком в составе пяти человек. Третий мини-альбом «Waterfall E.P. + REMIXES» вышел в октябре. Видеоклипы и ремиксы песен создавались лондонским креативным коллективом TOMATO. В то же время, состоялся первый концерт в Лондоне, где были съёмки видеоклипа.
5 октября 2011 года они выпустили свой третий сингл под названием «Waterfall — E.P. + REMIXES».
В марте 2012 года был выпущен «Decadence E.P. + REMIXES». Animal Collective, zAk и DJ Uppercut участвовали в создании ремиксов. В июле вышел первый одноименный альбом группы «HEAVENSTAMP».
После ухода двух участников с 2014 года, группа превратилась в дуэт Sally#Cinnamon и Tomoya.S. В июле был выпущен мини-альбом «Romantic Apartment», созданный совместно с Tokie (бас-гитара) и Maseeeta (барабаны). В том же месяце на JOIN ALIVE 2014 они выступили с «Heavenstamp with SPEEDER-X» с Kenken (бас-гитара) и 中村達也 (Tatsuya Nakamura) (барабаны). В ноябре Tomoya.S стал соавтором Superfly, и с этого времени появлялся во многих телевизионных музыкальных программах в качестве гитариста группы Superfly.
Для пятого альбома Superfly «WHITE», выпущенного в мае 2015 года, Sally#Cinnamon написала текст песен для «Jailbreak Season» и «Gokusai Heartbeat», а Tomoya.S «Peel off the color». Написали текст и музыку для «Space». Sally#Cinnamon написала текст для песни «Triccawicca» июльского сингла «On Your Side» и «新世界へ»(В новый мир) из декабрьско сингла «黒い雫»(Чёрная капля).
В апреле 2016 года выпущен «Stand by you-80KIDZ, Decadence-Animal Collective remix». Tomoya.S написал музыку для выпущенного в сентябре сингла Superfly «Good-bye» (использован в фильме «闇金ウシジマくん»(Ростовщик Ушиджима-кун)) и сингла «99» (использован в дораме ドクターX シーズン4主題歌 (Доктор X сезон 4)).
В мае 2017 года вышел альбом «天国印鑑を聴きなさい» (Слушай небесные шаги). Рассел Лиссак участвовал в записи песни «Around the World» с гитарной партией.
В мае 2018 года вышел сингл «L・O・V・Eじゃない？»(Не любовь ли?). В июне Tomoya.S написал музыку для песни «Unison» сингла Superfly «Bloom» (использована в дораме ドクターX シーズン5主題歌(Доктор X сезон 5)). Sally#Cinnamon пишет текст для песен «energy», «Close to You» и «Joy & Joy» альбома Сакурако Охары «Enjoy».
В мае 2019 года вышел альбом «Love Builders».

## Дискография

### Синглы
|                  | Дата выхода          | Название                                                      | Материал             | Номер      | Треклист |
| Независимо       | Независимо           | Независимо                                                    | Независимо           | Независимо | Независимо |
| ---------------- | -------------------- | ------------------------------------------------------------- | -------------------- | ---------- | --- |
| 1                | 12 декабря 2010 года | Hype -E.P.+REMIXES                                            | CD                   | QYCS-10002 | Подробнее 1. Hype 2. Wake up 3. Mimei 4. Morning glow 5. Hype — Bloc Party vs CoPilots remix 6. Wake up — Bloc Party vs CoPilots remix 7. Morning glow- Bloc Party vs CoPilots remix               |
| 2                | 16 апреля 2016 года  | Stand by you- 80Kidz remix/Decadence- Animal Collective remix | E.P.                 | VSIR-1002  | Подробнее 1. Stand by you — 80KIDZ remix 2. Decadence — Animal Collective remix |
| Вместе с группой |                      |                                                               |                      |            | |
| 1                | 11 мая 2011 года     | Stand by you - E.P.+REMIXES                                   | CD                   | WPCL-10934 | Подробнее 1. Stand by you 2. Pops 3. Cambrian. 4. Stamp your feet 5. Stand by you — 80KIDZ remix 6. Pops — Bloc Party vs CoPilots Drunk In Charge remix 7. Stamp your feet — Pepe California remix |
| 2                | 5 октября 2011 года  | Waterfall - E.P.+REMIXES                                      | CD                   | WPCL-10998 | Подробнее 1. WATERFALL 2. I DON’T WANNA DIE 3. LOST CONTROL 4. HELLFLY 5. WATERFALL (TOMATO REMIX) 6. I DON’T WANNA DIE (TOMATO REMIX) 7. HELLFLY (TOMATO REMIX)                                   |
| 3                | 28 марта 2012 года   | Decadence - E.P.+REMIXES                                      | CD                   | WPCL-11054 | Подробнее 1. Decadence 2. My doll 3. Core of the noise 4. Fog 5. Decadence (Animal Collective remix) 6. My doll (DJ Uppercut remix) 7. Fog (zAk remix)                                             |
| 4                | 16 мая 2018 года     | L・O・V・Eじゃない？                                          | Цифровая дистрибуция |            | Подробнее 1. L・O・V・Eじゃない？ |
| 5                | 4 января 2021 года   | 新しいフォルダ / Heavenstamp×ハハノシキュウ                   | Цифровая дистрибуция |            | Подробнее 1. 新しいフォルダ |
| 6                | 26 мая 2022 года     | No, Thank U                                                   | Цифровая дистрибуция |            | Подробнее 1. No, Thank U |

### Альбомы
|    | Дата выхода          | Название             | Носитель | Номер       | Треклист |
| -- | -------------------- | -------------------- | -------- | ----------- | --- |
| 1  | 4 июля 2012 года     | HEAVENSTAMP          | CD       | WPCL-11116  | Подробнее 1. Magic 2. Stand by you 3. Decadence 4. Dreaming about you 5. Loose 6. Killer killer 7. Stop! 8. Hype 9. Ghost 10. Carnival 11. Morning glow 12. Waterfall 13. Call 14. Ω                              |
| 2  | 10 мая 2017 года     | 天国印鑑を聴きなさい | CD       | TENGOKU-001 | Подробнее 1. 愛を込めて、ウェンディ 2. Plastic Boy Plastic Girl 3. 夏の抜け殻 4. カフェモカ（Latifa） 5. 頰を染めたり 6. Dr. Moonlight 7. Around the World 8. Monday Morning 9. ダークサイドへおいでよ 10. 春の嵐 |
| ３ | 22 мая 2019 года     | Love Buiders         | CD       | TENGOKU-001 | Подробнее 1. Abnormal Cell 2. Spark 3. L・O・V・Eじゃない？ 4. Sugarless Life 5. 風車の街 6. おたからさがし 7. ラヴ・ビルダーズ                                                                                   |
| 4  | 26 февраля 2021 года | From the Basement    | CD       | TENGOKU-003 | Подробнее 1. Sail to Heaven 2. Scrap 3. 蜘蛛の糸 4. 心に火をつけて 5. 愛に由来 6. Mind the Gap 7. Mind the Gap |

### Live-альбомы
|   | Дата выхода         | Название                                                | Носитель             | Треклист                                                                                                |
| - | ------------------- | ------------------------------------------------------- | -------------------- | --- |
| 1 | 11 мая 2011 года    | Heavenstamp Live, Vol. 2 - マジカル・ミスサリー・ツアー | Цифровая дистрибуция | Подробнее 1. Magic 2. Killer killer 3. Decadence 4. Dreaming about you 5. Carnival 6. Stand by you 7. Ω |
| 2 | 25 января 2012 года | iTunes Live                                             | Цифровая дистрибуция | Подробнее 1. Hype 2. Wake up 3. I don't wanna be 4. Waterfall 5. Stand by you 6. Morning glow           |

### Мини-альбомы
|   | Дата выхода       | Название           | Носитель | Номер    | Треклист                                                                                                  |
| - | ----------------- | ------------------ | -------- | -------- | --- |
| 1 | 16 июля 2014 года | Romantic Apartment | CD       | DQC-1320 | Подробнее 1. Parasite 2. 秘密の花園 3. インヘルノ 4. パライソ 5. Shibuya scramble 6. 夜空に星のあるように |

## Видеоклипы
| Продюсер                            | Название песни                                       |
| 久保洋祐                            | 「Decadence-Animal Collective remix」                |
| 斎藤渉                              | 「Hype」「Morning glow」「Stand by you」「Wake up」  |
| Simon Taylor                        | 「Waterfall」                                        |
| Simon Taylor / Dylan Kendle(tomato) | 「Waterfall / tomato remix」                         |
| 志賀匠                              | 「Decadence」                                        |
| 立岡未来                            | 「Decadence-Animal Collective remix」                |
| 田辺秀伸                            | 「Magic」                                            |
| Koji Nishida                        | 「秘密の花園」                                       |
| 不明                                | 「Stand by you −80KIDZ remix」「Dreaming about you」 |
| kuniaki mine                        | 「Around the World」                                 |
| kuniaki mine                        | 「愛を込めて、ウェンディ」                           |
| kuniaki mine                        | 「カフェモカ（Latifa）」                             |

## Концерты

### 1st oneman tour 2011 'Killer Killer'
- 14 декабря 仙台 enn 2nd
- 16 декабря 札幌 COLONY
- 20 декабря 大阪・梅田Shangli-La
- 22 декабря 名古屋 ell.FITS ALL
- 23 декабря 福岡ビブレホール
- 26 декабря 東京・渋谷WWW

### 2nd oneman tour 2012"マジカル・ミスサリー・ツアー"」(Magical Mistery Tour)
- 23 сентября）札幌COLONY
- 29 сентября 仙台LIVE HOUSE enn 2nd
- 6 октября 福岡DRUM SON
- 12 октября 名古屋CLUB QUATTRO
- 13 октября 梅田CLUB QUATTRO
- 24 октября 渋谷CLUB QUATTRO

### Другие независимые выступления
- 9 декабря 2010 года — "Hype — E.P.+REMIXES"Release Party
- 6 августа 2014 года — Heavenstamp Romantic Apartment Release Party 渋谷eggman
- 27 августа〜17 сентября 2014 года — Heavenstamp Romantic Apartment Release Tour — guest -シシドカフカ
- 15 апреля 2016 года — Heavenstamp ONEMAN LIVE 2016 渋谷WWW
- 24 июля 2017 года — L・O・V・Eじゃない？リリースのうたげ　代官山LOOP
- 21〜28 сентября 2018 года — CLUB POLYPHOLIC 2018 — guest — Hello Sleepwalkers
- 11 ноября - 18 ноября 2021 года — Tour 2021 Ten Years @ CLUB UPSET/NOON+CAFE/SPACE ODD
- 9 января 2023 года — Heavenstamp pre. MAKE LEMONADE VOL.1 - guest - GOTOxOHTAKEKOHHAN @ Shibuya LUSH
- 23 февраля 2023 года Heavenstmp pre. MAKE LEMONADE VOL.2 - guest - ハハノシキュウバンドセット @ Shibuya LUSH

### Основные выступления
- 4 мая 2011 года — Niigata Rainbow ROCK Market 2011
- 28 августа 2011 года — ARABAKI ROCK FEST.11
- 27 феврался 2012 года — The Rapture JAPAN TOUR 2012
- 12 мая 2012 года — FM NORTH WAVE & WESS presents IMPACT!II(Powered By Radio WE!)
- 3 июня 2012 года — SAKAE SP-RING 2012
- 11 августа 2012 года — RISING SUN ROCK FESTIVAL 2012 in EZO
- 23 августа 2012 года — TREASURE05X 2012 ～dream creator～
- 20 мая 2013 года — The Birthday & MANNISH BOYS presents 『WEEKEND LOVERS’13』
- 19 июля 2014 года — JOIN ALIVE 2014(「Heavenstamp with SPEEDER-X」として出演)
- 31 декабря 2014 года — EX THEATER TV Presents COUNTDOWN EX 2014 to 2015
- 21 марта 2015 года — BEA×Zepp Fukuoka presents FX2015
- 31 июля 2016 года — オハラ☆ブレイク '16夏
- 6 октября 2018 года — ミナミホイール2018
- 17 августа 2019 года — RISING SUN ROCKFESTIVAL 2019 in EZO
- 31 января 2023 года — Run High ＠ shibuyaLUSH (WangDang Doodle, futures, yangdoe, Heavenstamp : DJ OKU, ちからファンク)

### Интервью
- iLOUD(Декабрь 2012 года)
- ナタリー(Май 2011 года)
- mfound(Май 2011 года)
- CINRA.net(Май 2011 года)
- TOWER RECORDS(Июнь 2012 года)